# Kloosterzande
Kloosterzande (Zeeuws : Klôôster) is een dorp in de gemeente Hulst in de Nederlandse provincie Zeeland. Tot de gemeentelijke herindeling van 1 januari 2003 was Kloosterzande het bestuurlijk centrum van de gemeente Hontenisse. Kloosterzande heeft 3.190 inwoners (2023) en wordt omringd door verschillende buurtschappen zoals Noordstraat en Kruisdorp. Uit Perkpolder vertrok tot 2003 een veerdienst over de Westerschelde. Vanaf 2020 vaart er een zomerveerdienst voor voetgangers en fietsers meerdere malen daags naar Hansweert.

## Geschiedenis

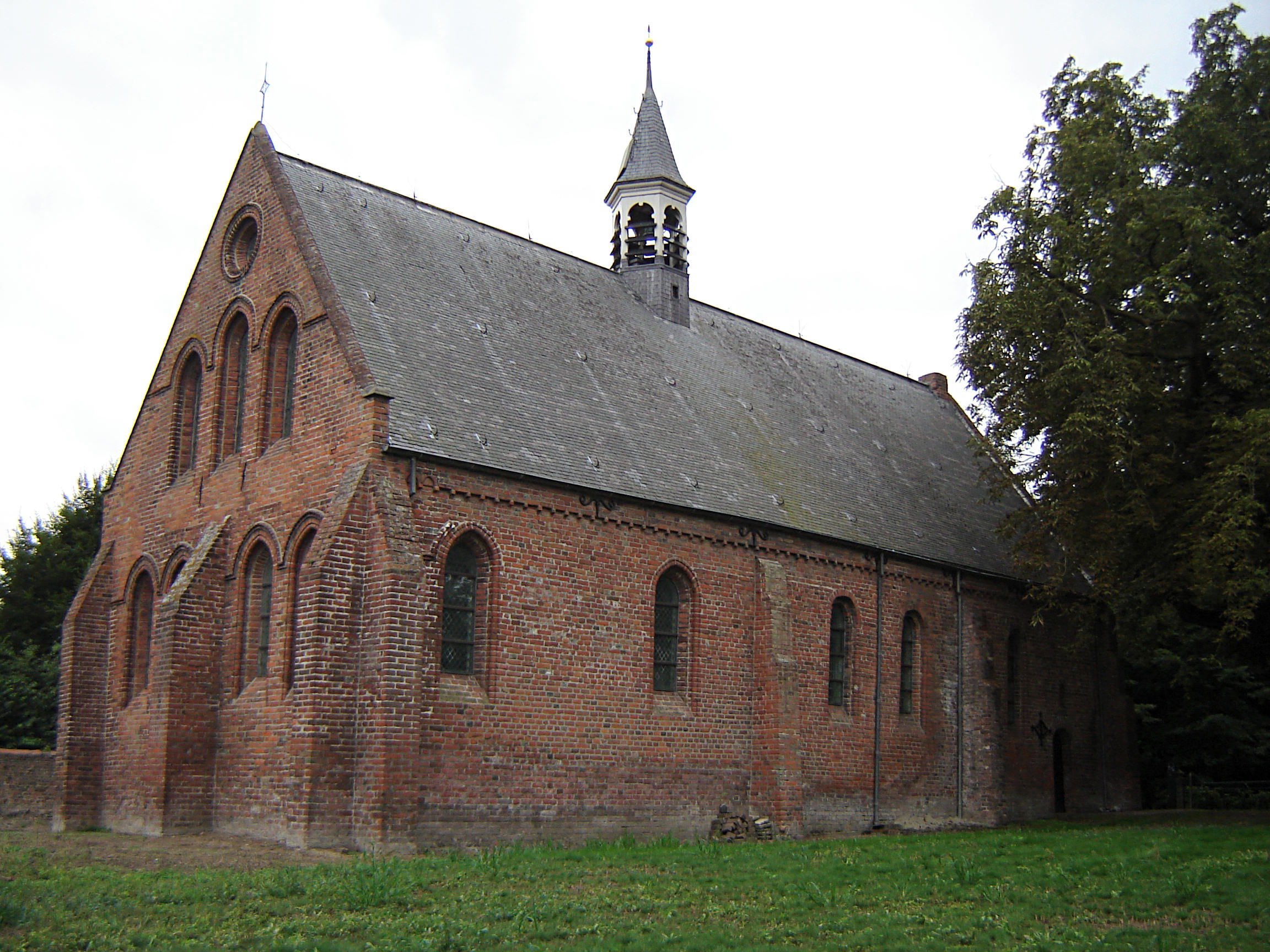
Hervormde kerk bij Hof te Zande

Kloosterzande is gesticht door monniken van de abdij Onze-Lieve-Vrouw Ten Duinen uit Koksijde, die in de 12e eeuw een uithof stichtten, Hof te Zande. Deze monniken speelden een belangrijke rol bij de bedijkingswerkzaamheden in het land van Hulst. Tijdens de Tachtigjarige Oorlog werd het hof vernield. De naam van het dorp en van de centrale 'Cloosterstraat' verwijzen naar de ontstaansgeschiedenis.

## Bezienswaardigheden
De hervormde kerk dateert uit het midden van de 13e eeuw en is oorspronkelijk als kloosterkapel door de monniken van Abdij Ten Duinen gebouwd. Het nabijgelegen Pand Collot uit 1868 is gebouwd door de adellijke familie Collot d'Escury. Tot 2006 maakte dit pand deel uit van het gemeentehuis. Vertegenwoordigers van deze familie speelden een belangrijke rol in de lokale geschiedenis, als rentmeester van het kroondomein, als burgemeester van Hontenisse en als kamerheer van de koningin.

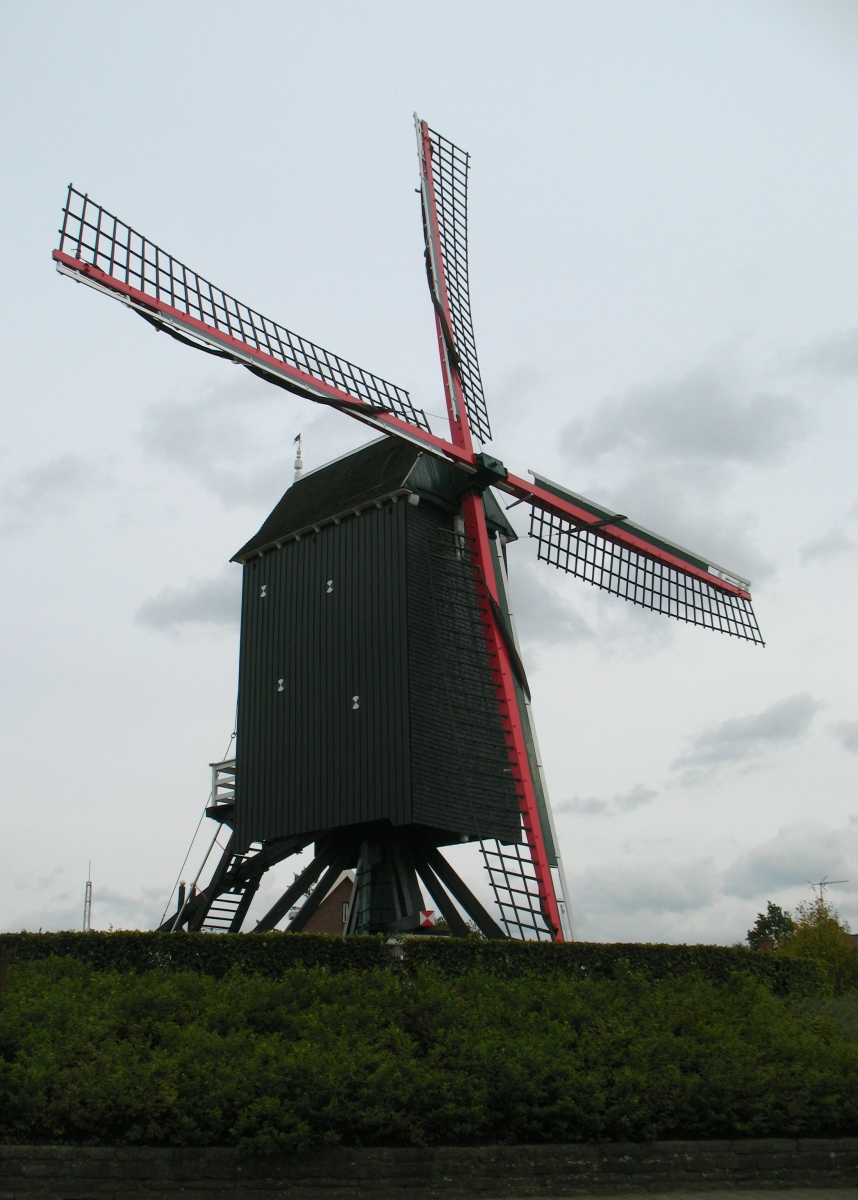
Standerdmolen Kloosterzande.

In Kloosterzande staat verder een standerdmolen uit 1744. Een oude molensteen van deze molen werd in de bar van het Mouternest gelegd, een oude villa van Brouwerij De Zwaan (later Mouterij Kloosterzande). De katholieke Sint-Martinuskerk werd in 2012 gerestaureerd. Een eerder kerkgebouw, gelegen in de Noorddijkpolder, werd eind zestiende eeuw verwoest, waarschijnlijk door watergeuzen.
De begraafplaats van Kloosterzande bevat een aantal Britse oorlogsgraven.
In Kloosterzande ligt nog het enige buitenzwembad in de gemeente Hulst.

### Rijksmonumenten
- Lijst van rijksmonumenten in Kloosterzande

## Natuur en landschap
Kloosterzande ligt in het zeekleipoldergebied op een hoogte van ongeveer +1 meter ten opzichte van NAP. Ten zuiden van Kloosterzande ligt het natuurgebied De Grote Putting, waarin de oude perceelindeling nog intact is gebleven.
In november 2022 werd op een stuk braakliggend land midden in het dorp een minibos van 2300 bomen op 5000 m² aangeplant. De gemeente Hulst honoreerde een initiatief van de dorpelingen om zowel biodiversiteit als recreatie te bevorderen.

## Geboren in Kloosterzande
- Daniël van Eck (28 mei 1817), politicus
- André Collot d'Escury (12 juli 1933), dijkgraaf

## Nabijgelegen kernen
Walsoorden, Ossenisse, Hengstdijk, Kuitaart